# Edgewood (Kalifornia)
Edgewood – jednostka osadnicza w Stanach Zjednoczonych, w stanie Kalifornia, w hrabstwie Siskiyou.